# Оксифторид иттрия
Оксифторид иттрия — неорганическое соединение металла иттрия, фтора и кислорода с формулой YOF, бесцветные кристаллы.

## Получение
- Разложение кристаллогидрата фторида иттрия при нагревании в вакууме:

{\displaystyle {\mathsf {2YF_{3}\cdot 1/2H_{2}O\ {\xrightarrow {\tau ,900^{o}C}}\ YOF+YF_{3}+2HF}}}
- Гидролиз фторида иттрия перегретым па́ром:

{\displaystyle {\mathsf {2YF_{3}+H_{2}O\ {\xrightarrow {800^{o}C}}\ YOF+2HF}}}

## Физические свойства
Оксифторид иттрия образует бесцветные кристаллы
тетрагональной сингонии, параметры ячейки a = 0,3910 нм, c = 0,5431 нм,
(по другим данным
тригональной сингонии, параметры ячейки a = 0,3827 нм, c = 1,897 нм, Z = 6).